# Manaia Siania-Unutoa
 (février 2020).
Si vous disposez d'ouvrages ou d'articles de référence ou si vous connaissez des sites web de qualité traitant du thème abordé ici, merci de compléter l'article en donnant les références utiles à sa vérifiabilité et en les liant à la section « Notes et références ».
Manaia Siania-Unutoa, née 19 janvier 1995, est une footballeuse internationale samoane. Elle évolue au poste de gardien de but.